# Алтънлъ Стоян
Вижте пояснителната страница за други личности с името Стоян войвода.
Алтънлъ Стоян войвода е български хайдутин от Котел.

## Биография
Роден е около 1767 г. в Котел. В периода 1820 – 1828 г. предвожда дружина в Източна Стара планина и в районите между Варна и Търново. Ходел облечен в нашити със сърма дрехи и украсения му с алтъни фес, откъдето получава името си. Местността Равна и близкото до нея Зеленич, които се намират западно от Котел, са неговото свърталище. Заедно с дружината си напада турската поща, сражава се с кърджалиите и убива Кула Байрактар – предводител на турските потери. Алтънлъ Стоян умира от раните си в Котел около 1828 г.